# الريح في الصفصاف
الريح في الصفصاف (بالإنجليزية: The Wind in the Willows) هي رواية للأطفال بقلم كينيث غراهام، نشرت لأول مرة في عام 1908. تركز الرواية على أربعة حيوانات مؤنسة في مراعي إنجلترا. يظهر في الرواية مزيج من التصوف، والمغامرة، والأخلاق، والصداقة الحميمة واشتهرت لاستحضارها لطبيعة وادي التايمز.
في عام 1908، تقاعد غراهام من منصبه كسكرتير في بنك إنجلترا. انتقل إلى كوكهام، بيركشاير، حيث كان قد تربى وقضى وقته على ضفاف نهر التايمز ويقوم بما فعلته الشخصيات الحيوانية في كتابه، ويروي قصص ما قبل النوم لابنه أليستير.
في عام 1909، كتب ثيودور روزفلت، الذي كان وقتها رئيسا للولايات المتحدة، لغراهام يقول له: «قرأتها وأعد قراءتها، وتقبلت الشخصيات مثل أصدقائي القدامى». قام الكاتب المسرحي ألان ألكساندر ميلن جزء منها في عام 1929 في مسرحية العلجوم من القاعة العلجوم. وفي عام 2003، تم إدراج الريح في الصفصاف في المرتبة 16 ضمن استبيان بي بي سي «القراءة الكبرى».

## روابط خارجية
- الريح في الصفصاف على موقع الموسوعة البريطانية (الإنجليزية)